# Siège du fort de Bellegarde (1793)
Pour les articles homonymes, voir Siège de Bellegarde.
Guerre du Roussillon
Batailles
Le siège du fort de Bellegarde débute le 23 mai 1793 (4 prairial de l'an I) et prend fin le 25 juin 1793 (7 messidor de l'an I) lorsque la garnison de la Première République, commandée par le colonel Bois-Brulé, remet le fort de Bellegarde à l'armée espagnole placée sous le commandement d'Antonio Ricardos. La capture de ce fort, situé sur une hauteur qui domine la ville frontière du Perthus, donne à l'Espagne la maîtrise d'une route importante des Pyrénées. Le siège se déroule pendant la guerre du Roussillon, qui fait partie des guerres de la Révolution française.

## Contexte
Le roi Louis XIV de France construit le fort de Bellegarde après 1678 suivant un plan de Vauban. Cette forteresse défend le col du Perthus, qui traverse les Pyrénées à une altitude de 305 mètres. Ce col est la voie d'accès à la France la plus importante des Pyrénées orientales. Comme le signalait Vauban, rien ne surplombait cette place, et la forteresse se trouve à l'endroit le plus élevé de la région.
Quand l'Espagne entre en guerre avec la France révolutionnaire à la mi-avril 1793, le capitaine général Antonio Ricardos se heurte à un problème stratégique.
La situation du fort de Bellegarde est telle qu'il est dominé par des hauteurs adjacentes et domine la plaine espagnole et la principale voie d'entrée en France. Il n'est pas possible d'attaquer ce fort du côté de l'Espagne car les montagnes sont tellement escarpées que son accès est inaccessible de ce côté. Le commandant espagnol doit entourer la place, l'assiéger et la capturer, en attaquant du côté français, pour pouvoir utiliser cette voie vitale pour l'approvisionnement de ses forces d'invasion.

Par conséquent, Ricardos traverse les Pyrénées 20 kilomètres au sud-ouest avec 4 500 soldats et descend sur le village de Saint-Laurent-de-Cerdans.

À la première escarmouche de la guerre des Pyrénées, les Espagnols évincent les 400 défenseurs français. Poursuivant leur crochet à gauche, les 4 400 hommes de Ricardos tombent sur des forces françaises à Céret, au bord du Tech. Les Français, 800 réguliers et 1 000 gardes nationaux armés de 4 canons, paniquent et prennent la fuite. De 100 à 200 Français sont victimes de la mousqueterie et de l'acier espagnols, tandis que 200 autres se noient en tentant de traverser le Tech. Ricardos ne déclare que 17 blessés. Pendant les premières opérations, le commandant espagnol place un détachement près de Bellegarde pour empêcher Bois-Brûlé et sa garnison d'intercepter les convois de ravitaillement espagnols.
Par la capture de Céret, Ricardos place son armée presque à l'arrière de Bellegarde. Après avoir reçu des renforts, il progresse vers le nord-est, aux environs de Trouillas. À cet endroit, les 7 000 soldats espagnols sont confrontés à l'armée des Pyrénées orientales dirigée par le général de division Louis Charles de Flers. À la bataille du Mas Deu, le 19 mai, Ricardos défait de Flers en faisant 150 morts et 280 blessés et en s'emparant de trois canons et de six wagons de munitions. Chez les Espagnols, il y a 34 tués et un nombre inconnu de blessés. Les soldats français démoralisés retraitent au nord vers le chef-lieu du département, Perpignan, où un bataillon de la Garde nationale se mutine et doit être dissous. Plutôt que de les poursuivre, Ricardos revient sur ses pas pour assiéger le fort Bellegarde, qui surplombe sa principale voie de ravitaillement en provenance de Barcelone.

## Siège

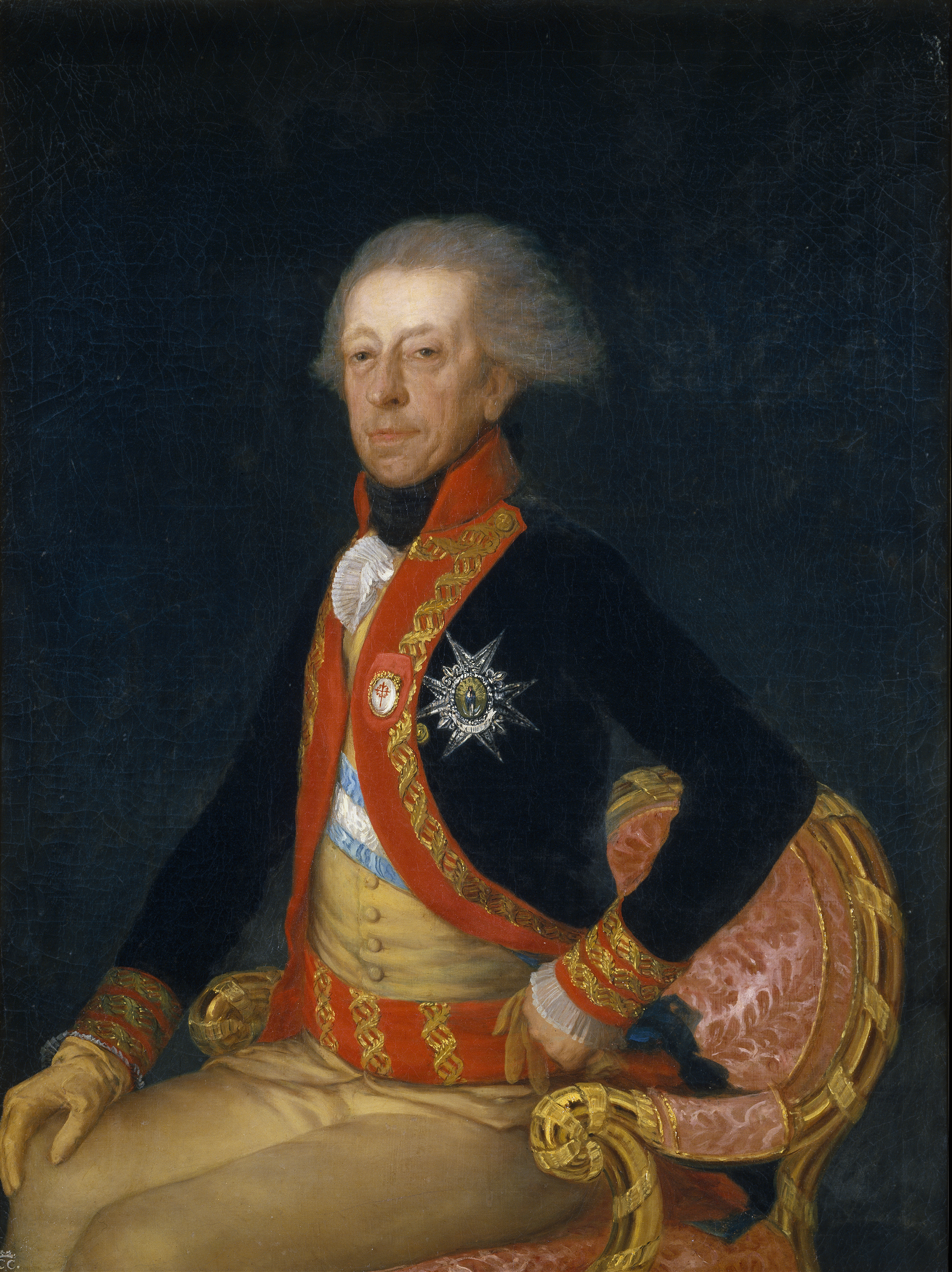
Antonio Ricardos

Le siège du fort de Bellegarde et de sa garnison de 1 536 soldats français débute le 23 mai. La puissance de feu de cette dernière comprend au moins 41 canons et 7 mortiers.

Pour enlever cette place, Ricardos établit en avant de La Jonquera une batterie de mortier et une batterie de canon au col de Porteil. 

Arrivant du Boulou, les 6 000 assiégeants espagnols armés de 34 canons cherchent d'abord à réduire deux ouvrages avancés sur le flanc nord du fort principal.

Le bataillon Vallespir d'émigrés français combat aux côtés des Espagnols. Le 30 mai, Ricardos a fait élever une batterie de 16 canons à 1 200 pas de Fort-les-Bains. Le 3 juin, 350 Français livrent l'ouvrage avancé après un bombardement. Deux jours plus tard, le fort Lagarde tombe après la coupure de son approvisionnement en eau, et 200 autres soldats français deviennent prisonniers de guerre. Pendant les opérations de siège, 3 350 Français essaient d'escorter un convoi de ravitaillement jusqu'à la forteresse, mais sont repoussés le 29 mai.
Pendant plusieurs semaines, les canons de siège espagnols pilonnent la forteresse jusqu'à faire une brèche praticable dans le mur principal. Sur les 50 bouches à feu françaises, 42 sont alors démontées. À la perspective de subir un assaut avec ses défenses compromises, Bois-Brûlé livre formellement le fort Bellegarde le 25 juin après que les deux tiers du conseil de guerre qu'il a réuni ont opté pour la capitulation. Les soldats restants de la garnison sont réduits en captivité. Pendant le siège d'un mois, les Français ont enregistré 30 tués, 56 blessés et 1 450 prisonniers dans leurs rangs. Les pertes espagnoles sont inconnues. Durant le siège, le fort a reçu un total de 23 073 boulets, 4 021 bombes et 3 521 grenades.

## Résultats
Une fois acquis le fort de Bellegarde, l'armée espagnole peut utiliser le col du Perthus comme axe de ravitaillement. Ricardos se précipite vers le chef-lieu de Roussillon, mais subit un refoulement cuisant à la Bataille de Perpignan, le 17 juillet 1793. Parmi les 12 000 Français commandés par De Flers, les Espagnols font 800 victimes. Les Français perdent aussi un canon et enregistrent 600 désertions. Sur les 15 000 soldats espagnols, il y a 1 000 victimes. De Flers a profité du mois où Ricardos réduisait le fort de Bellegarde pour former ses nouvelles recrues et entourer Perpignan de fortifications de campagne. Les Français refoulent à nouveau Ricardos dans la bataille de Peyrestortes le 17 septembre, mais les Espagnols inversent les rôles dans la bataille de Truillas cinq jours plus tard.